# فرانس لودرس
فرانس لودرس (زاده ۱۹۵۹ - خلدرلاند) داور بین‌المللی والیبال اهل هلند است. وی در سال ۱۹۹۷ به رده داوران بین‌المللی پیوست و اکنون به مدت ۲۳سال است که به داوری در سطح یک والیبال جهان مشغول است. لودرس یکی از داوران مطرح فدراسیون جهانی والیبال به شمار می رود که در جام جهانی، لیگ جهانی، جایزه بزرگ جهان و المپیک قضاوت کرده است.